# Веретенино (Курская область)
Верете́нино — село в Железногорском районе Курской области. Административный центр Веретенинского сельсовета.
Население —  371 человек (2010 год).

## География
Расположено в 3 км к юго-востоку от Железногорска на правом берегу реки Речицы. Высота над уровнем моря — 169 м. В селе есть 2 пруда (Верхний и Нижний), находящиеся на ручье — притоке Речицы. В состав Веретенина входят 2 садоводческих товарищества: «Кондитер» и «Медик».

## Этимология
Название «Веретенино» произошло от слова веретня, означающее сухое, возвышенное место среди болот.

## История
Упоминается с 1-й половины XVII века среди селений Радогожского стана Комарицкой волости Севского уезда. По переписи 1705 года в деревне было 30 дворов, проживало 136 душ мужского пола (в том числе 38 недорослей, 13 человек на военной службе). По переписи 1707 года число дворов не изменилось, однако население сократилось до 106 д.м.п. (в том числе 32 недоросля). В XVIII веке деревня принадлежала дворянам Трубецким и Репниным. В 1763 году за Трубецкими здесь числилось 44 души мужского пола, за Репниными — 114. В августе 1780 года было проведено межевание земель деревни. 5 ноября 1781 года Николай Васильевич Репнин продал своё имение в Комарицкой волости, в том числе и в Веретенино, за 5 тысяч рублей князьям Александру, Дмитрию, Якову и княжне Марии Лобановым-Ростовским.
По данным 10-й ревизии 1858 года в Веретенино было 40 дворов, проживало 438 человек: по 219 мужчин и женщин. В то время деревней владел капитан флота 2-го ранга князь Николай Алексеевич Лобанов-Ростовский (1826—1887).
В ходе крестьянской реформы 1861 года была образована Веретенинская волость, которая просуществовала до 1923 года.
В 1866 году в бывшей владельческой деревне Веретенино было 38 дворов, проживало 440 человек (219 мужчин и 221 женщина), действовал винокуренный завод и 17 маслобоен.
По данным 1877 года в Веретенино было уже 92 двора, проживало 528 человек, работали кирпичный и горшечный заводы. К тому времени в деревне были открыты православный храм и 2 часовни. В праздник Вознесения здесь устраивалась ярмарка.
В 1897 году в деревне проживало 860 человек (429 мужского пола и 431 женского).
В ходе революции 1905 года жители Веретенина участвовали в разграблении имения Великого князя Сергея Александровича в селе Долбенкино.
В начале XX века часть жителей Веретенина выселилась на посёлки Погорелый, Рынок и Сторж.
В 1926 году в деревне было 155 дворов, проживало 916 человек (431 мужского пола и 485 женского), действовала школа 1-й ступени и государственное торговое заведение IV-го разряда. В то время Веретенино было административным центром Веретенинского сельсовета Долбенкинской волости Дмитровского уезда.
До 1928 года деревня входила в состав Дмитровского уезда Орловской губернии, затем вошла в состав Михайловского (с 1965 года Железногорского) района Курской области.
В 1930 году в Веретенино были созданы 3 колхоза: «Ударник», «Пролетарий» и «Путь к Победе». В 1937 году в деревне было 165 дворов, действовали 2 школы.
Во время Великой Отечественной войны, с октября 1941 года, деревня находилась в зоне немецко-фашистской оккупации. Осенью 1942 года, в ходе карательной операции «Белый Медведь», 13-й батальон РОНА вместе с немцами и казаками учинили массовую расправу над жителями деревни: было расстреляно около 90 человек, 60 хозяйств деревни были сожжены. Освобождена 26 февраля 1943 года 37-й гвардейской стрелковой дивизией под командованием генерал-майора В. Г. Жолудева.
В 1950 году веретенинские колхозы «Ударник», «Пролетарий» и «Путь к Победе» были объединены в одно хозяйство — колхоз имени А. Н. Сабурова. В 1957 году колхоз получил новое название — «Россия». В том же году рядом с деревней началось освоение Михайловского железорудного месторождения и строительство посёлка Октябрьский — будущего города Железногорск. В связи с этим в июне 1959 года веретенинский колхоз «Россия» был реорганизован в Веретенинское отделение совхоза Михайловского железорудного комбината.
В 1970-е — 1980-е годы вместо отделения совхоза Михайловского железорудного комбината здесь действовал самостоятельный совхоз «Веретенино», который славился плодоводством.

## Население
| 1866 | 1877 | 1897 | 1926 | 1979 | 2002 | 2008 |
| ---- | ---- | ---- | ---- | ---- | ---- | ---- |
| 440  | ↗528 | ↗860 | ↗916 | ↘345 | ↗452 | ↘417 |
| 2010 |      |      |      |      |      |      |
| ↘371 |      |      |      |      |      |      |

## Персоналии
- Диканова, Валентина Михайловна (1923—1942) — участница партизанского движения во время Великой Отечественной войны.
- Евстратов, Вячеслав Александрович (1939—2004) — генерал-майор, депутат Верховного Совета РСФСР последнего созыва. Родился в Веретенино.
- Жданов, Владимир Григорьевич (1930—1942) — участник партизанского движения во время Великой Отечественной войны.

## Улицы
В селе 3 улицы:
- Владимира Жданова
- Пролетарская
- Садовая